# Nufenen GR
| GR ist das Kürzel für den Kanton Graubünden in der Schweiz. Es wird verwendet, um Verwechslungen mit anderen Einträgen des Namens Nufenen zu vermeiden. |

Nufenen (Betonung auf der ersten Silbe, rätoromanisch Nueinas) war bis am 31. Dezember 2018 eine politische Gemeinde der Region Viamala. Sie gehört zum Kanton Graubünden in der Schweiz.
Auf den 1. Januar 2019 fusionierte Nufenen mit Hinterrhein und Splügen zur Gemeinde Rheinwald.

## Geographie

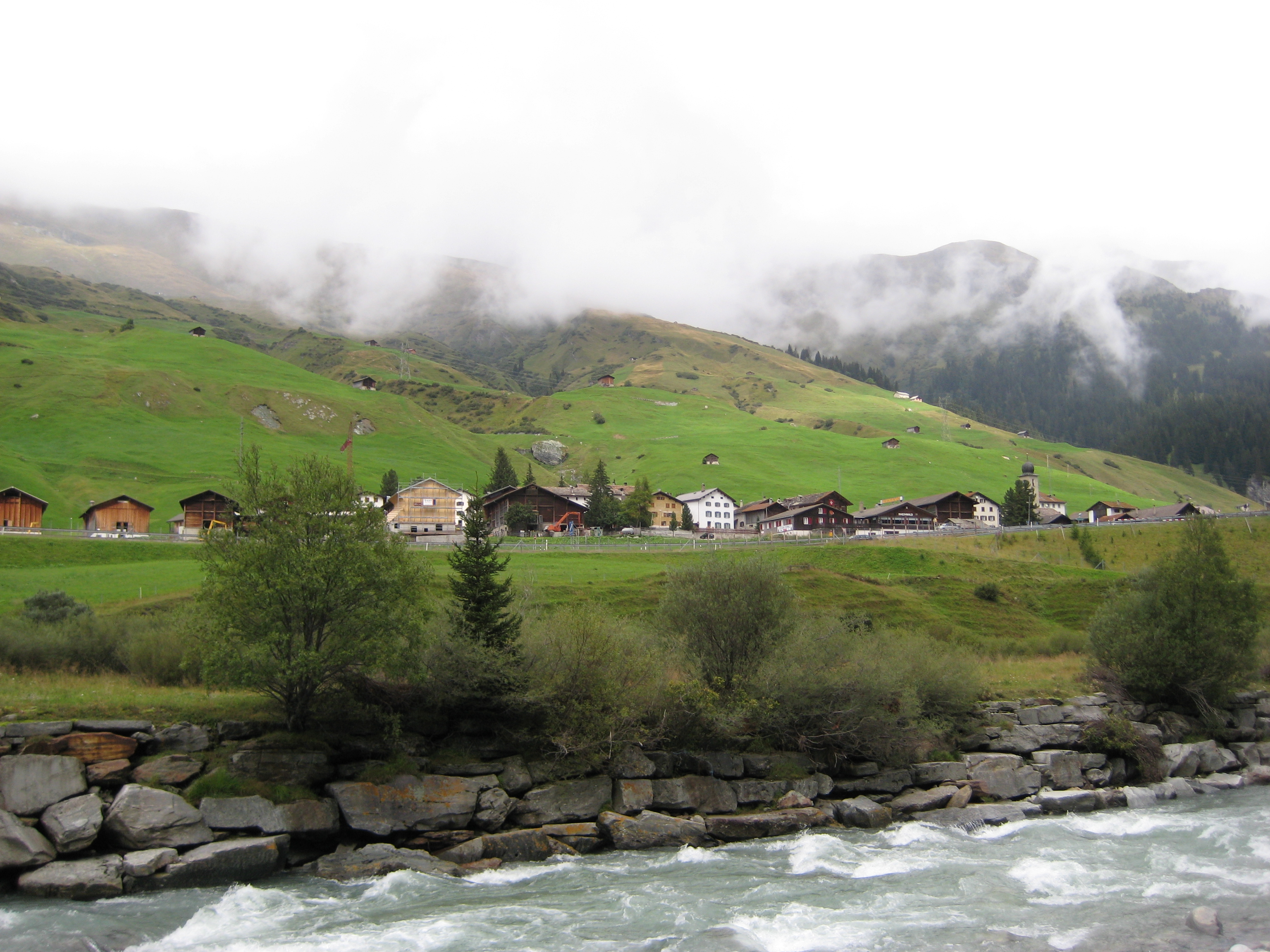
Nufenen mit Hinterrhein (Südansicht)

Nufenen, das zweitoberste Dorf im west-östlich verlaufenden Trogtal des Rheinwalds, liegt links des Hinterrheins gegenüber der Mündung des Areuabachs. Der Gemeindebann erstreckt sich quer zum Tal und erreicht im Norden am Valserhorn (2886 m ü. M.) und Bärenhorn (2929 m) die Wasserscheide gegen das Vorderrheingebiet. Rechts des Flusses dominieren die Gipfel von Einshorn (2944 m, höchster Punkt der Gemeinde) und Guggernüll (2886 m) beidseits der Mündungsschlucht des Areuatals, dessen oberer Abschnitt als Val Curciusa politisch zum Misox gehört. Als einzige Gemeinde des Tals wies Nufenen zeitweise die ansonsten für Walsergebiete typische aufgelockerte Siedlungsform auf, seit dem 19. Jahrhundert ist aber nur noch das Haufendorf an der historischen San-Bernardino-Route ganzjährig bewohnt. Charakteristisch für das innere Rheinwald sind die Waldarmut der schwächer geneigten sonnseitigen Talflanke und die unzähligen Heuställe im bis 2250 m hinauf reichenden Gürtel der Wiesen und Weiden.
Im Jahr 1997 wurden 54,9 % der Gemeindefläche landwirtschaftlich genutzt, der Wald nahm 14,8 % ein, die Siedlungen 0,9 %. Als unproduktiv galten 29,5 %.
Nachbargemeinden waren Vals, Safiental, Splügen, Mesocco und Hinterrhein.

## Geschichte

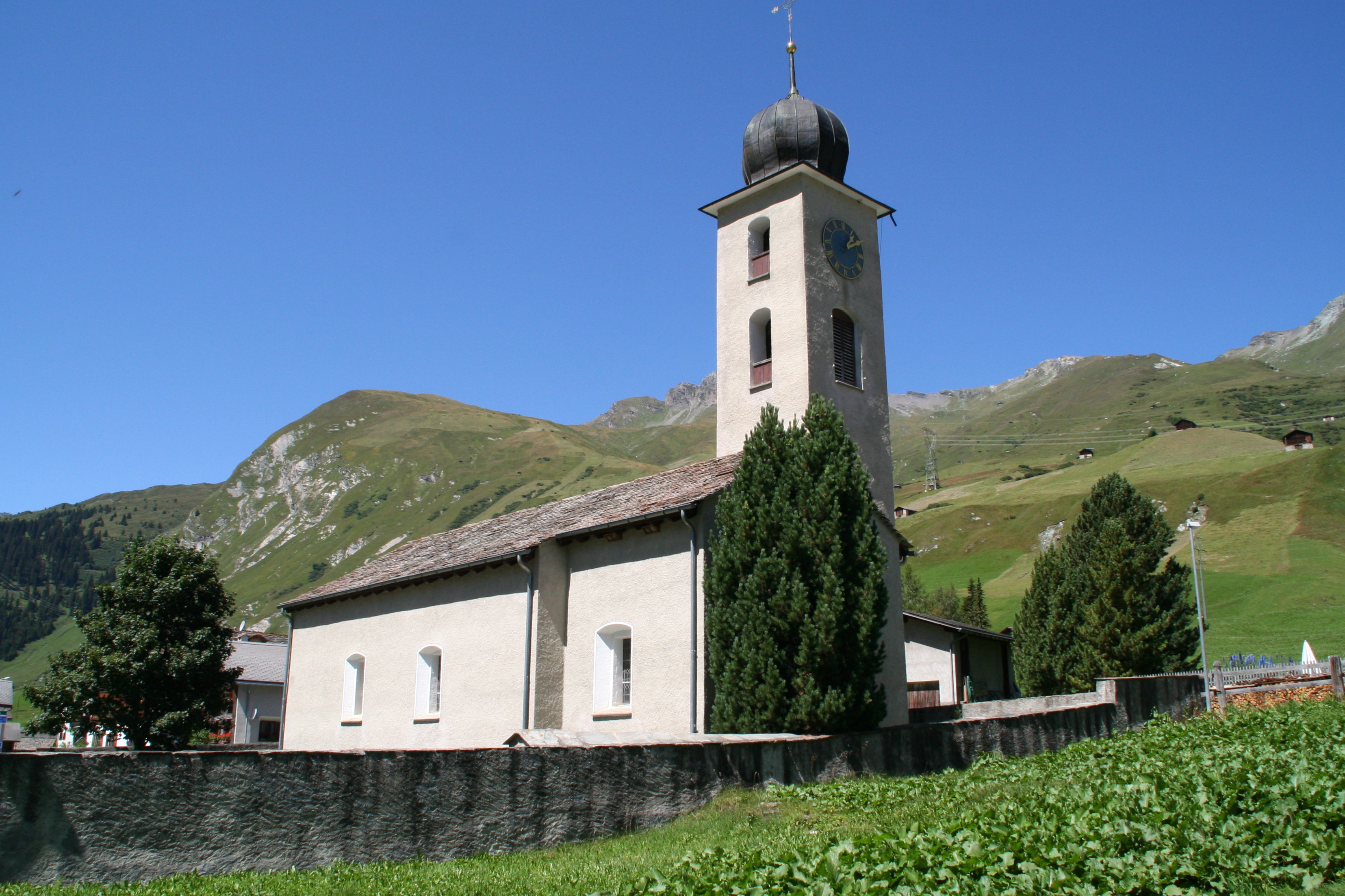
Kirche Nufenen

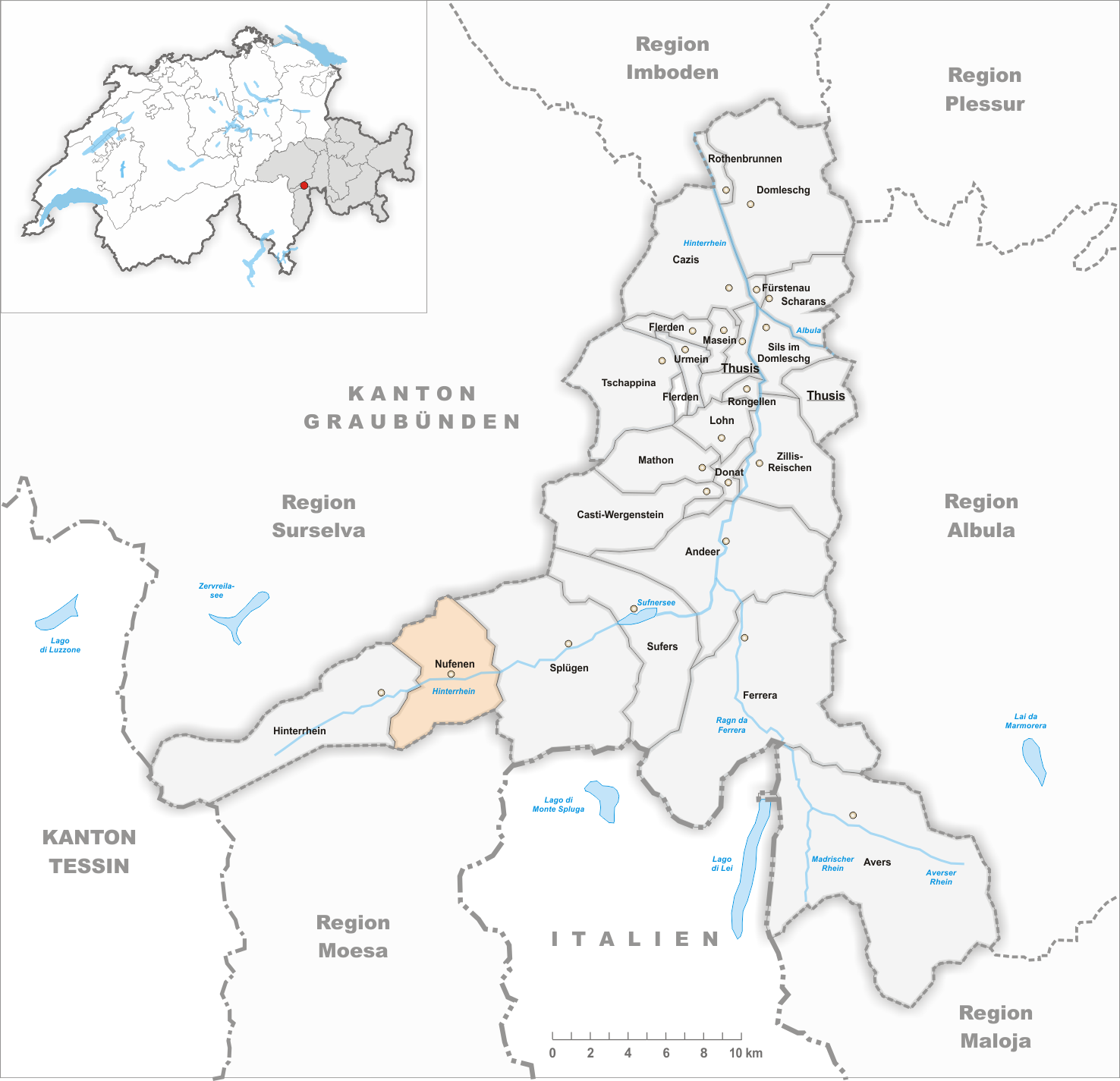
Gemeindestand vor der Fusion am 1. Januar 2019

Bis ins 13. Jahrhundert diente das innere Rheinwald – die heutige Dörfer Nufenen und Hinterrhein – Bauern aus dem Schams als Alpweide. 
Das ursprünglich von Romanen aus dem Schams als Alpgebiet genutzte Nufenen wurde um 1280 von Walsern besiedelt, die hauptsächlich aus dem Pomatt (Val Formazza) stammten. Bis 1277 stand es unter der Herrschaft der Freiherren von Sax-Misox, danach ging es an die von Vaz. 1343 wird das Dorf als Ovena erstmals urkundlich erwähnt. Nufenen war bis 1800 die bevölkerungsreichste Gemeinde im Rheinwald, wurde 1851 Hauptort des Kreises Rheinwald und war mit diesem bis 2015 Teil des Bezirks Hinterrhein. Südlich des Orts befindet sich die Richtstätte der Landschaft Rheinwald.
Kirchlich gehörte das Dorf ursprünglich zum Stift Santi Giovanni e Vittore in San Vittore im Misox, dann ca. 1300 bis 1696 zu Hinterrhein. 1643 erfolgte der Bau einer Kirche. 1696 bis 1874 bildete Nufenen eine eigene Kirchgemeinde, anschliessend wieder eine Pfarreigemeinschaft mit Hinterrhein. Um 1530 wurde es reformiert.
Wirtschaftliche Grundlagen des in den Drei Bünden als Nachbarschaft des Gerichts Rheinwald zum Grauen Bund gehörigen Ortes bildeten Landwirtschaft (Viehzucht) und der Passverkehr über den Splügen und den San Bernardino (sogenannte Säumerbauern). Die Eröffnung der Gotthardbahn 1882 traf das Bündner Transportgewerbe schwer und die Säumerei brach ein. Nufenen wies erneut eine rein agrarische Erwerbsstruktur auf. Im 19. Jahrhundert setzte eine starke Auswanderung in die USA und nach Neuseeland ein. Die Einwohnerzahl Nufenens sank von 1850 bis 1990 um fast zwei Drittel.
1846 errichtete Nufenen die erste genossenschaftliche Sennerei in Graubünden, die 1984 neu gebaut wurde. 1978 bis 1984 erfolgte eine Melioration (Güterzusammenlegung). 2005 stellte der erste Sektor 72 Prozent der Arbeitsplätze in Nufenen.

## Wappen
| Wappen von Nufenen GR | Blasonierung: «In Rot schräglinks silberne Breitaxt mit goldenem Griff»                                               |
| Wappen von Nufenen GR | Die Axt steht für die Rodungsarbeit der ersten Siedler. Der Name der Gemeinde wird als Novena (neue Rodung) gedeutet. |

## Bevölkerung
| Bevölkerungsentwicklung | Bevölkerungsentwicklung | Bevölkerungsentwicklung | Bevölkerungsentwicklung | Bevölkerungsentwicklung | Bevölkerungsentwicklung | Bevölkerungsentwicklung | Bevölkerungsentwicklung | Bevölkerungsentwicklung | Bevölkerungsentwicklung |
| ----------------------- | ----------------------- | ----------------------- | ----------------------- | ----------------------- | ----------------------- | ----------------------- | ----------------------- | ----------------------- | ----------------------- |
| Jahr                    | 1781                    | 1850                    | 1900                    | 1950                    | 1980                    | 1990                    | 2000                    | 2005                    | 2016                    |
| Einwohner               | 366                     | 344                     | 206                     | 170                     | 136                     | 121                     | 127                     | 159                     | 150                     |

### Sprachen
Als Walsersiedlung gehört Nufenen zu den deutschsprachigen Gemeinden des Kantons Graubünden. Deutsch ist einzige Behördensprache. Die Entwicklung der letzten Jahrzehnte zeigt folgende Tabelle:
| Sprachen      | Volkszählung 1980 | Volkszählung 1980 | Volkszählung 1990 | Volkszählung 1990 | Volkszählung 2000 | Volkszählung 2000 |
| Sprachen      | Anzahl            | Anteil            | Anzahl            | Anteil            | Anzahl            | Anteil            |
| ------------- | ----------------- | ----------------- | ----------------- | ----------------- | ----------------- | ----------------- |
| Deutsch       | 126               | 92,65 %           | 115               | 95,04 %           | 123               | 96,85 %           |
| Rätoromanisch | 4                 | 2,94 %            | 0                 | 0,00 %            | 0                 | 0,00 %            |
| Italienisch   | 4                 | 2,94 %            | 0                 | 0,00 %            | 1                 | 0,79 %            |
| Einwohner     | 136               | 100 %             | 121               | 100 %             | 127               | 100 %             |

### Herkunft und Nationalität
Von den Ende 2005 159 Bewohnern sind 152 (= 95,60 %) Schweizer Staatsangehörige.

## Wirtschaft

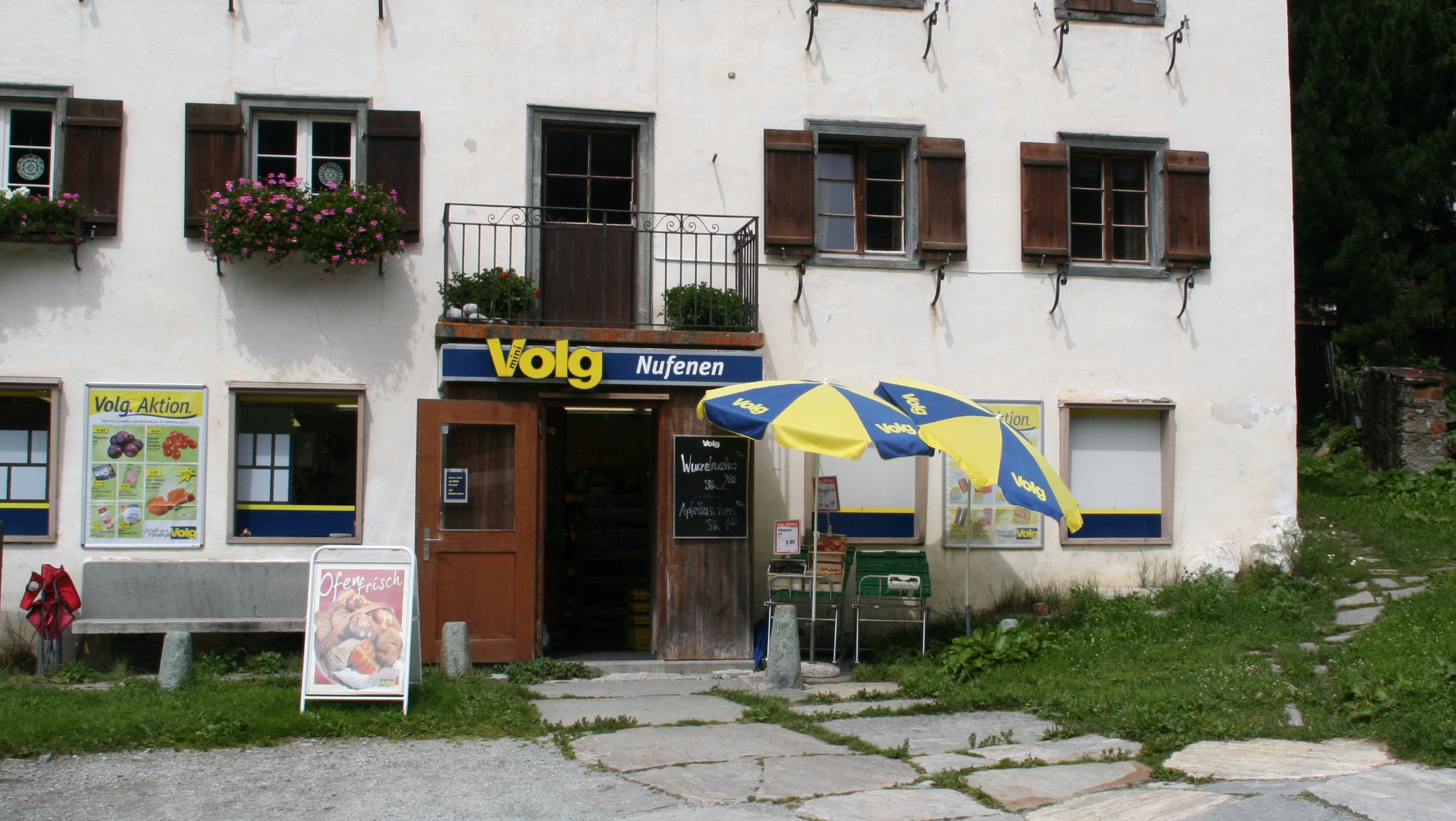
Volg in Nufenen

Nach wie vor ist Nufenen agrarisch geprägt. Mit Stand Januar 2000 waren in der Landwirtschaft 54 Personen beschäftigt, im gewerblichen Bereich 6 und im Dienstleistungssektor 20. Im Dorf wohnen und arbeiten viele Bauernfamilien, die schon in den 1960er- und 1970er-Jahren auf biologische Landwirtschaft setzten und heute nach den Richtlinien der Organisation bio-suisse arbeiten. Nufenen verfügt über eine eigene Bergkäserei und verarbeitete darin im Jahr 2019 die 1,5 Millionen Kilogramm Milch von 16 Milchbauernbetrieben. Im Ort wird eine kleine Sägerei und eine mittelgrosse Schreinerei betrieben, und der Volg unterhält den Dorfladen. Die touristische Infrastruktur des Tales konzentriert sich auf das benachbarte Splügen.

## Öffentliche Infrastruktur
Heute befindet sich in Nufenen der Kindergarten für das ganze Rheinwald. Früher gab es auch eine Dorfschule, die jedoch mangels Schülern geschlossen wurde. Sämtliche Schüler des Rheinwalds besuchen die Schule in Splügen, dem kulturellen und wirtschaftlichen Zentrum der Talschaft.
Nufenen liegt an der Autostrasse A13 und ist mit der Postautolinie (Chur–)Thusis–Bellinzona ans Netz des öffentlichen Verkehrs angeschlossen.

## Sehenswürdigkeiten
Im Dorfkern stehen die schlichte reformierte Kirche von 1643 und einige stattliche Bürgerhäuser.

## Söhne und Töchter
- Hans Meuli (1897–1971), Oberfeldarzt der Armee